# Abubakari Yahuza
Abubakari Yahuza (8 de agosto de 1983) é um futebolista profissional ganês que atua como meia.

## Carreira
Abubakari Yahuza representou a Seleção Ganesa de Futebol nas Olimpíadas de 2004.